# 英國汽車公司

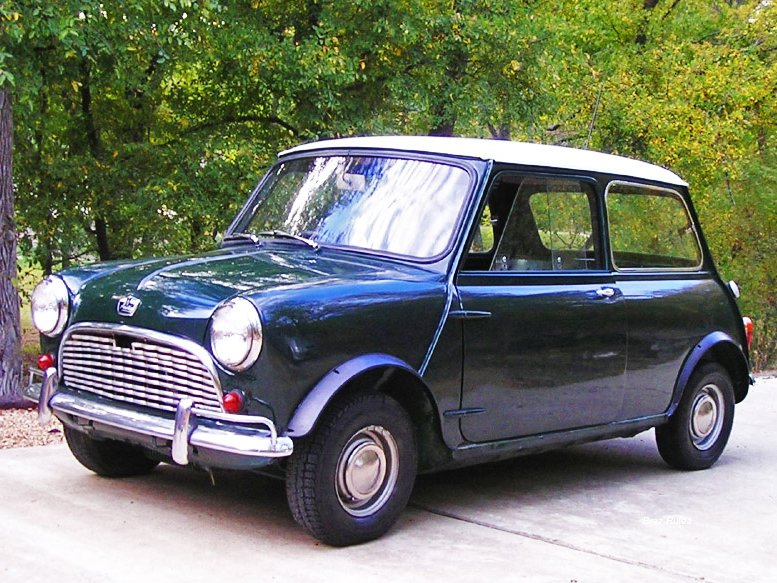
Mini是英國汽車公司銷量最好的車型

英國汽車公司（英語：The British Motor Corporation Limited，縮寫：BMC）是英國的一家已不存在的汽車公司，創建於1952年，是莫里斯汽車和奧斯汀汽車合併後成立的公司。1966年，英國汽車公司和捷豹合併，並改名為英國汽車控股。